# Разговор цыплёнка с уткой
«Разговор цыплёнка с уткой» (китайск.: 雞同鴨講, Gai tung aap gong, англ. Chicken and Duck Talk) — комедийный фильм 1988 года, номинированный в 2 категориях на 8-й Гонконгской кинопремии. Главную роль сыграл Майкл Хёй, который одновременно выступил соавтором сценария вместе с Клифтоном Ко, режиссёром фильма. 
В фильме рассматривается конфликт между владельцем ресторана, где готовят утку по-кантонски, и открывшимся напротив через улицу рестораном быстрого питания, где готовят курицу. Сценарий и актёрская игра Майкла Хёя получили несколько наград, включая специальную награду Американского института киноискусства в 1989 году.
В фильм включены камео Сэма Хёя, младшего брата Майкла, как специального гостя на церемонии открытия David’s Chicken, и экранный дебют Глории Йип в роли школьной подруги сына Ханта.

## Сюжет
Хёй (Майкл Хёй), скуповатый и вздорный владелец небольшого ресторана, готовит главное блюдо — утку по-кантонски по своему особому рецепту. В начале фильма его ресторан посещает санитарный инспектор с женой и вместо сытной еды обнаруживает таракана в супе и другие нарушения санитарных норм. Он грозится уйти и сделать анализ всего увиденного, но сотрудники ресторана всячески мешают ему, не давая унести с собой чашку супа.
Хёй живёт на втором этаже. Он ожидает приезда своей богатой и успешной тёщи (Ян Пак), считающей, что её дочь несчастлива- неудачно вышла замуж .
Вскоре у Хёя обнаруживается новая проблема — бизнесмен Дэнни Пун (Лоуренс Нг) открывает напротив первый из планируемой сети ресторанов быстрого питания «Цыпленка Дэнни». Один из подчинённых Хёя, Каракатица (Рики Хёй) внезапно становится сыт по горло злоупотреблениями Хёя и его упрёками в смерти отца и трудностях матери. Каракатица решает идти работать к Денни, где его определяют на раздачу листовок тут же на улице в костюме цыпленка, и где он познает все тонкости отношений между персоналом в организации фастфуда. Сын Хёя говорит отцу, что его школьная подружка Джуди (Глория Ип) предпочитает курицу из заведения напротив, и Хёй переодевается в сари чтобы, выдавая себя за индийскую женщину, попробовать «Цыплёнка Дэнни». Он узнает, что всё готовится по очень дорогому американскому рецепту, из замороженных продуктов, в том числе и курицы, но вся его маскировка быстро раскрывается.
После того Хёй начинает также рекламировать свою еду в самодельном костюме утки, провоцируя на неудачную для него драку соседнего Катлфиша. Хёй пытается улучшить свой ресторан, сделав новые неудобные столы, используя пластиковую посуду и даже предлагая петь караоке. Дэнни Пун, решив добить неуёмного Хёя, вызывает санитарного инспектора и подбрасывает в ресторан Хёя крыс. К сожалению последнего, приезжает тот же самый инспектор, которого он недавно выпроводил. Тот устраивает разнос всем сотрудникам, не замечая поначалу крыс, которые сыпятся с потолка, и не обращая особого внимания на странное поведение Хёя и его подчинённых. А они недоумевают от новой напасти и изобретательно прячут крыс от инспектора. В один момент Хёй неудачно накрывает последнюю упавшую тварь и она, заверещав, привлекает внимание санинспектора.
Между тем даже самый верный клиент Хёя, буддийский монах, заказывающий вегетарианскую лапшу без сала, находит «Цыплёнка Дэнни» более привлекательным для себя. Хёй решается попросить инвестиций у успешной тёщи для полного изменения ресторана, начав готовить по своему рецепту не только утку, но и курицу. Обнаружив такую перемену в ненавистном ему соседе, бизнесмен Пун решает применить рецепт, придуманный на компьютере, для приготовления утки в своём заведении, но посетители находят это блюдо очень неудачным. Пун терпит поражение в конкуренции с Хёем и решается поджечь его ресторан. Из-за драки с менеджером, которому надоели унижения Пуна, «Цыплёнок Дэнни» сгорает вместо ресторана Хёя, но бизнесмен и его менеджер оказываются спасены самим Хёем, который бесстрашно бросается за ними в огонь.

## В ролях
- Майкл Хёй — Хёй
- Сильвия Чан — А Кун
- Рики Хёй — Каракатица
- Лоуэлл Ло — Шимпанзе
- Лоуренс Нг — Дэнни Пун
- Ку Фэн — Рэймонд
- Ян Пак — Свекровь
- Нг Люнг — сын Хёя
- Сэм Хёй — камео
- Глория Ип — Джуди

## Номинации
| Год  | Кинопремия / кинофестиваль | Категория           | Претендент                | Результат |
| ---- | -------------------------- | ------------------- | ------------------------- | --------- |
| 1989 | 8-я Гонконгская кинопремия | Лучший фильм        | Разговор цыплёнка с уткой | Номинация |
| 1989 | 8-я Гонконгская кинопремия | Лучшая мужская роль | Майкл Хёй                 | Номинация |